# Godoy Moreira
Godoy Moreira är en kommun i Brasilien.   Den ligger i delstaten Paraná, i den södra delen av landet, 1 000 km söder om huvudstaden Brasília. Antalet invånare är 3 337.
Omgivningarna runt Godoy Moreira är en mosaik av jordbruksmark och naturlig växtlighet. Runt Godoy Moreira är det ganska glesbefolkat, med 23 invånare per kvadratkilometer.